# Селифоново (Владимирская область)
Селифоново — упразднённая деревня в Вязниковском районе Владимирской области России.

## География
Урочище находится в северо-восточной части области, в зоне хвойно-широколиственных лесов, в пределах Волжско-Окского междуречья, на правом берегу реки Селенская (левый приток реки Селезень), к северу от автодороги 17Н-22, на расстоянии 13 километров (по прямой) к юго-юго-западу от города Вязники, административного центра района.

### Климат
Климат характеризуется как умеренно континентальный. Средняя температура воздуха самого холодного месяца (января) — −11,1 °C (абсолютный минимум — −48 °С), средняя максимальная температура воздуха (июля) — +23,3 °С (абсолютный максимум — +37 °С). Годовое количество атмосферных осадков составляет около 607 мм, из которых 413 мм выпадает в период с апреля по октябрь.

## История
В «Списке населенных мест Владимирской губернии по сведениям 1859 года» населённый пункт упомянут как удельная деревня Вязниковского уезда, расположенная в 17 верстах от уездного города. В деревне насчитывалось 18 дворов и проживало 148 человек (64 мужчины и 84 женщин).
По состоянию на 1905 год, в Селифонове имелось 23 двора и проживало 167 человек. В административном отношении деревня входила в состав Никологорской волости.
По данным 1926 года в деревне имелось 29 крестьянских хозяйств и проживало 163 человека (75 мужчин и 88 женщин). Являлась частью Бурковского сельсовета Никологорской волости.
На момент упразднения входила в состав Приозёрного сельсовета Вязниковского района. Упразднена решением облисполкома № 110 от 5 февраля 1981 года как фактически не существующая.